# Wendell Nascimento Borges
Wendell Nascimento Borges (Fortaleza, 1993. július 20. –), röviden Wendell, brazil labdarúgó, a brazil São Paulo bal hátvédje.

## Klub karrierje

### Londrina
Wendell első jegyzett klubja a paranái állami bajnokság (Campeonato Paranaense) első osztályában szereplő Iraty SC volt, innen igazolta le 2011-ben az állami másodosztályban szereplő Londrina EC. Új csapatával rögtön bajnoki címet szerzett, így 2012-ben már újra a tartományi első osztályban szerepelhetett. 

#### Paraná
2012 nyarán kölcsönbe került a komolyabb játékerőt képviselő Paranához, amely csapat a nemzeti másodosztályban volt érdekelt. A középmezőnyhöz tartozó klubban Wendell rendszeresen játéklehetőséget kapott, 15 mérkőzésen lépett pályára, gólt nem szerzett.
2012 novemberében visszatért a Londrinához. 2013 tavaszán a két részre osztott tartományi bajnokság mindkét felében második lett csapatával, így a Londrinával bejutott a torna "kisdöntőjébe" (Torneio do Interior ), melyet meg is nyertek.

### Grêmio
2013 nyarán hatalmas ugrás következett karrierjében, amikor a nemzeti első osztályban szereplő porto alegrei nagycsapathoz, a Grêmiohoz került. Wendell eleinte a cserepadon ülte végig a mérkőzéseket, majd szeptemberben Náutico Capibaribe ellen végre bemutatkozhatott a brazil első osztályban. A Grêmio végül a bajnokság második helyén zárt, így kvalifikálta magát a következő évi Copa Libertadores csoportkörébe. 2014 tavaszán Wendell egészen a tartományi bajnokság (Campeonato Gaúcho) döntőjéig jutott csapatával, ahol végül a nagy rivális Internacionallal szemben maradtak alul. A remekül játszó Wendellt beválasztották a torna csapatába. Ezzel párhuzamosan a Copa Libertadoresben a Grêmio megnyerte csoportját, Wendell az összes csoportmérkőzést végigjátszotta. Végül a későbbi bajnok San Lorenzo állta útjukat a nyolcaddöntőben.

### Bayer Leverkusen
2014 nyarán ismét nagy fordulat állt be Wendell életében, amikor leigazolta a német első osztályú, Bajnokok ligája-érdekelt Bayer Leverkusen. Új csapatában egy Alemannia Waldalgesheim elleni német kupa mérkőzésen debütált, a Bundesligában a negyedik játéknapon, a Wolfsburg ellen mutatkozott be. A még mindig csak 21 éves Wendell eleinte komoly bírálatokat kapott játékára vonatkozóan - több esetben is rossz helyezkedése, egyéni hibái kapott gólokhoz vezettek. Ő azonban látványos fejlődést mutatott, így a tavaszi szezonra sikerült megszilárdítania helyét a kezdőcsapatban. Októberben, a Benfica ellen bemutatkozhatott a Bajnokok ligája csoportkörében. A nyolcaddöntőig jutó "gyógyszergyáriak" legtöbb mérkőzését végigjátszotta, a Zenit ellen két sárga lappal kiállították. 2015 márciusában megszerezte első bajnoki gólját - a Stuttgart hálójába talált be. Az idény során viszonylag sok, 8 sárgalapos figyelmeztetést kapott. A csapattal végül a negyedik helyen zártak. A következő idényben is folytatta a sárga lapok gyűjtését (9), ám ez egyre érettebb játékkal párosult. A BL-ben ezúttal a Bayer kénytelen volt a csoportkörben búcsúzni, és az Európa-ligában is csak a nyolcaddöntőig jutottak. 2016 februárjában a Német kupa negyeddöntőjén Wendellt kiállították, így a csapat 1-3 arányban alulmaradt a Werder Bremennel szemben. Az idény végén bokasérülést szenvedett, így az utolsó három fordulót ki kellett hagynia. A gyógyszergyáriak ezúttal a harmadik helyen zártak. A 2016-17-es idényben meglepően rosszul szereplő, és ezért márciusban az edzőjét, Roger Schmidt-et elveszítő csapatban is végig kezdőként szerepelt. A következő szezonban Heiko Herrlich is vele számolt a védelem bal oldalán. 2017 decemberében egy Dortmund elleni mérkőzésen nagyon súlyos faltot követett el Gonzalo Castro ellen, aminek következtében 3 mérkőzésre eltiltották. Az idény végén csapatával bejutott a német kupa elődöntőjébe, ám a Bayern München elleni vesztes mérkőzést szalagszakadás miatt ki kényszerült hagynia. 2019 során a Herrlich-et váltó Peter Bosz eleinte gyakran rotálta a védelmet Wendell kárára, ám az idény végén ismét sikerült megerősítenie helyét. A koronavírus járvány által elnyújtott 2019-20-as szezont a Bayer remek formában teljesítette. Ugyan a BL csoportköréből kiestek, de az Európa-ligában egészen a negyeddöntőig jutottak, ahol az Inter állta útjukat. Ezzel párhuzamosan bejutottak a német kupa döntőjébe, ahol a Bayern Münchennel szemben maradtak alul. Wendell végigjátszotta a 2:4 arányban elvesztett finálét. A következő idény első felében a Bosz által a csapathoz hozott Daley Sinkgraven, aki jobban illett a holland edző 3 védős felfogásához, kiszorította a kezdőcsapatból. Csak a szezon második felében, Sinkgraven sérülését követően tért vissza tartósan a kezdő tizenegybe.

### Porto
2021 augusztusában 2025 nyaráig írt alá a portugál Porto csapatához.

### São Paulo
2025. január 6-án előszerződést írt alá a São Paulóval, és eredetileg 2025 júliusában várták volna érkezését, de miután a São Paulóból William Gomes és Moreira megérkeztek Portóba, Wendell azonnal a távozás mellett döntött és hivatalosan február 4-én jelentettek be távozását. 

## Válogatottság
Wendell több brazil korosztályos válogatottnak is tagja volt, ám nem szerepelt velük egy kontinenstornán sem. 2014 nyarán a brazil U20-as válogatottal részt vett a meghívásos rendszerű Touloni Ifjúsági Tornán, melyet a braziloknak sikerült megnyerniük. Sokáig biztos volt szereplése a 2016-os olimpiára utazó U23-as brazil válogatottban, ám egy bokasérülés miatt kénytelen volt visszalépni a tornától.

A felnőtt válogatott edzője, Tite 2016 októberében meghívót küldött Wendellnek a Seleção-ba. A Bolívia és Venezuela elleni világbajnoki selejtező mérkőzéseket a kispadon ülte végig, nem lépett pályára.

## Sikerek, díjak

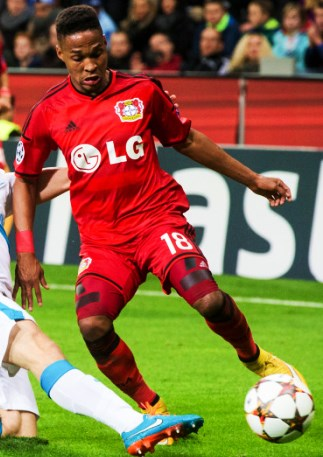
Wendell (2014)

### Klub
Londrina FC
- Campeonato Paranaense B (1): 2011
- Campeonato Paranaense (1): 2013 (do Interior bajnok)

Porto
- Portugál bajnok (1): 2021–22
- Portugál kupa (3): 2021–22, 2022–23, 2023–24
- Portugál ligakupa (1): 2022–23
- Portugál szuperkupa (1): 2022

### Válogatott
- Touloni Ifjúsági Torna (1): 2014